# 成朗 (清朝宗室)
成朗（1790年—1844年），字明斋，号润芳，镶蓝旗宗室。嘉庆二十一年丙子科舉人，二十五年庚辰科进士。道光十年十一月授禮部主事，十三年授刑部广西司員外郎，二十年三月授御史，二十三年正月授戶科掌印給事中。

## 家庭
- 女愛新覺羅氏，嫁正蓝旗满洲、道光丙申科进士他塔拉氏毓科（其父嘉慶辛酉科進士秀堃）。其女一他塔拉氏，嫁正藍旗宗室、光緒丙子科進士會章（父咸豐丙辰科進士宗室延煦，祖父道光十二年（1832年）壬辰恩科进士宗室慶安（又慶祺））。